# Reformní pedagogika
„Reformní pedagogika je souhrnné označení pro různé teoretické koncepce a praktické snahy vytvářející model
alternativní školy.“ Jedná se o proud myšlení, který se snaží změnit dosavadní
koncept školy pomocí nového pohledu na dítě, na školu nebo pomocí nových metod výuky. Tento
proud se koncipoval především v první polovině 20. století, jeho hlavními protagonisty byli John
Dewey, Marie Montessori, Célestin Freinet nebo Peter Petersen. Současnými představiteli reformně-pedagogického hnutí v České republice jsou například Štěpánka Cimlová, Robert Čapek nebo Helena Zitková.

## Historické kořeny reformních snah ve vzdělávání
Reformní koncepce ve vzdělávání byly součástí dlouhodobého historického trendu ke změně ve
školství. V minulosti se objevovaly rozpory mezi klasickou a netradiční podobou školy a snahy o
zavedení inovací. Výrazněji se projevily v mezinárodním reformním hnutí, které se počínalo
koncem 19. století a plně se rozvinulo ve dvacátých a třicátých letech 20. století jako reformní
pedagogika. Toto označení se užívalo u nás a v německy mluvících zemích, ve francouzštině se objevoval pojem nová výchova, v anglosaských zemích progresivní výchova a v Itálii užívali termín aktivismus.
Pokusy o realizaci tohoto proudu proběhly zejména v konceptech tzv. činné
školy, daltonského plánu, jenské školy atd. a postupně se dostávaly též do Československa. Na českém území se reformní pedagogika výrazněji rozvíjela mezi světovými válkami, v období
socialismu až do roku 1989 podléhala kritice, nekorespondovala totiž s ideologickými východisky
tehdejší politiky.

## Důvody vzniku reformního hnutí
Ve druhé polovině 19. století zaznívaly ostré kritiky směrem k tehdejšímu převládajícímu pojetí školy,
tzv. tradiční, herbartovské škole. Kritizován byl především jednostranný intelektualismus a metody
výuky, které byly zejména verbální a kladly důraz na mechanické memorování učiva, výuka byla
striktně frontální a hromadná a nepřihlížela k individuálním aspektům žáků. Nespokojenost se
vztahovala také k přísné kázni nebo tělesným trestům. Tato pedagogika se někdy označuje jako
pedagogika učitele.

## Znaky reformní pedagogiky
Základními východisky tohoto proudu myšlení je nové pojetí dítěte, fenomén dětství a
pedocentrismus. Dítě se dostává do centra pozornosti, všechno se odvíjí podle jeho
individuality. Cíle, obsah a metody vyučování se podřizují potřebám a zájmům dítěte, aby tak pro něj
vznikla „škola šitá na míru“ a mohla být maximálně prospěšná (tzv. princip přiměřenosti). Pro toto
zaměření se někdy tato pedagogika označuje jako pedagogika dítěte.
Reformní pedagogika usiluje také o změnu role učitele. Učitel v tomto pojetí nemá zasahovat do
přirozeného vývoje dítěte. Naproti pasivnímu přijímání informací má získávání nových poznatků
probíhat aktivní formou. Školy mají být aktivní, činné a také pracovní, žáci mají rozvíjet též své
dovednosti a tvořivost. Výuka má mít osobní smysl a prožitek, škola by měla být
propojena s reálným životem. Časté je také zrušení tradičního pojetí vyučovacích hodin
nebo předmětů, místo toho je výuka členěna do kurzů, tematických celků nebo není primárně
členěna vůbec.

## Klasické reformní školy

### Waldorfská škola
Zakladatelem tohoto typu škol byl Rudolf Steiner. Vytvořil soustavu názorů na výchovu člověka,
která se nazývá antroposofie a je základním východiskem waldorfské pedagogiky. Jeho první
škola byla otevřena v roce 1919 ve Stuttgartu a postupně se tento model rozšířil do dalších zemí
Evropy, USA, do Kanady i Austrálie. V České republice je Waldorfská škola schválená
MŠMT od roku 1996 jako experimentálně ověřující.

Podle Steinera má výchova poskytovat prostor pro individuální a svobodný rozvoj jedince. Učitel zde
hraje velmi silnou roli výchovného činitele. Velký důraz je kladen na esteticko výchovné a pracovní
předměty, k vyučování se užívají tvůrčí metody, což má vést k rozvoji osobnosti a kreativity žáků.
Typickým rysem je waldorfské členění výuky, ta neprobíhá podle jednotlivých předmětů, ale vyučuje
se v tzv. epochách.

### Montessoriovská škola
Zakladatelka těchto škol byla italská pedagožka Maria Montessori. V roce 1907 otevřela v Římě
proslulý Dům dětství – Casa dei bambini, který byl původně útulkem pro děti z chudých rodin. Zde
vytvořila vzdělávací prostředí založené na pedocentrismu a důvěře v samostatný rozvoj dítěte.
Heslem montessoriovské pedagogiky, ve kterém je shrnutý celý její princip, je: „Pomoz mi, abych to
mohl udělat sám.“ Učitel má v této škole pouze roli pozorovatele a pomocníka, připravuje vhodné
podmínky pro spontánní, individuální a svobodný rozvoj žáků.
V České republice byl postup Montessori škol možný až v 90. letech 20. století, od té doby se u nás
tyto školy realizovaly zejména na úrovni základních a mateřských škol.

### Freinetova „moderní“ škola
Koncept této moderní školy pochází od francouzského učitele Célestina Freineta, který byl
významným zastáncem tzv. pracovní školy. Tento typ škol je rozšířený především ve Francii, úplná
freinetovská škola v pravém smyslu se ale vyskytuje méně, spíše jsou tyto myšlenky realizovány na
určitém stupni nebo v určitém ročníku.

Freinet se snažil najít a používat prostředky, které žáky zaktivizují. Aktivita žáků je hlavním principem
jeho pedagogiky. Práce má uspokojit základní potřeby žáka, ten si může zvolit, jako práci chce
vykonávat, jakým způsobem a v jakém tempu. Třída má být uspořádána do pracovních koutků, kde se
žáci mohou věnovat různým činnostem, ať už se jedná o přírodní vědy, výtvarnou a pracovní činnost
nebo jazykovou komunikaci. Snahou učitele je vést žáky ke vzájemné spolupráci. Ve třídě panuje
radostná atmosféra, ale také kázeň, která ovšem není vytvářena nátlakem, ale sama vyplyne
z pracovního režimu.

### Jenská škola
Myšlenka Jenské školy pochází od německého pedagoga Petra Petersena. V roce 1920 získal vedení
střední školy v Hamburku, kde započal pokus o vnitřní reformu. Snažil se o hlubší propojení
předmětů, posílení pracovního vyučování a kladl důraz na sociální vztahy ve škole. Od roku 1923
působil na katedře pedagogiky univerzity v Jeně a zde také vedl pokusnou školu.
Jeho myšlenky se do zahraničí rozšířily jako tzv. Jenský plán. Principem bylo vycházet od dítěte.
Snažil se, aby ve škole panovala školní pospolitost, kde jádrem bude přirozená a dobrovolná skupina
žáků. Ti zde nejsou rozdělováni do tříd mechanicky podle ročníků, ale podle věkových skupin (např. 6-
8 let). Výuka neprobíhá v klasických hodinách, ale v kurzech a každá skupina má vytvořený týdenní
pracovní plán, který je vyváženou soustavou různých pedagogických prostředků (rozhovor, práce, hra
atd.). Základním předpokladem pro úspěšný rozvoj žáka je prostředí. To má být starostí učitele, který
má organizovat a podněcovat k činnostem, má vytvářet vhodné podmínky, ale nesmí svou činností
omezovat činnost žáků.
V České republice školy Jenského plánu nejsou, případně o tom nejsou doklady, ale
existují školy, které prvky jenského plánu zavádějí.

### Daltonský učební plán
Daltonská škola má své jméno podle experimentální školy v Daltonu v USA. Ta byla založena
v roce 1919 Helen Parkhurstovou a její podstatou byla výuka podle Daltonského plánu, který
Parkhurstová sestavila. Základem tohoto výchovně-vzdělávacího systému je zrušení tradičního pojetí
vyučování. Důraz je opět kladen na aktivnost žáků, která má vést k rozvinutí metod samostatného
učení za pomoci užití vhodných pomůcek. Zde hraje velkou roli zodpovědnost žáka, protože každý
pracuje podle individuálního měsíčního plánu, který stanovuje výsledky, jichž má žák dosáhnout. Žák
postupuje tempem, které mu vyhovuje. Všechno se zde děje ve svobodě, ta je základním principem
Daltonské školy.
V České republice se Daltonský učební plán realizuje především v mateřských školách a na prvním
stupni základní školy, většinou se školy prezentují jako školy s prvky Daltonské pedagogiky.